# Liste des villes ayant accueilli le All-Ireland Fleadh
 (décembre 2018).
Si vous disposez d'ouvrages ou d'articles de référence ou si vous connaissez des sites web de qualité traitant du thème abordé ici, merci de compléter l'article en donnant les références utiles à sa vérifiabilité et en les liant à la section « Notes et références ».
L'inventaire ci-dessous dresse la liste des villes ayant accueilli le All-Ireland Fleadh, connu également sous le nom de Fleadh Cheoil na hÉireann.
Le Fleadh Cheoil (festival de musique en gaélique irlandais) est une compétition de musique irlandaise organisée par Comhaltas Ceoltóirí Éireann (CCÉ ou plus communément Comhaltas).
|    | ville                                           | Comté     | Année |
| -- | ----------------------------------------------- | --------- | ----- |
| 1  | Mullingar                                       | Westmeath | 1951  |
| 2  | Clones                                          | Monaghan  | 1952  |
| 3  | Athlone                                         | Westmeath | 1953  |
| 4  | Cavan                                           | Cavan     | 1954  |
| 5  | Loughrea                                        | Galway    | 1955  |
| 6  | Ennis                                           | Clare     | 1956  |
| 7  | Dungarvan                                       | Waterford | 1957  |
| 8  | Dungarvan                                       | Waterford | 1958  |
| 9  | Thurles                                         | Tipperary | 1959  |
| 10 | Boyle                                           | Roscommon | 1960  |
| 11 | Swinford                                        | Mayo      | 1961  |
| 12 | Gorey                                           | Wexford   | 1962  |
| 13 | Mullingar                                       | Westmeath | 1963  |
| 14 | Clones                                          | Monaghan  | 1964  |
| 15 | Thurles                                         | Tipperary | 1965  |
| 16 | Boyle                                           | Roscommon | 1966  |
| 17 | Enniscorthy                                     | Wexford   | 1967  |
| 18 | Clones                                          | Monaghan  | 1968  |
| 19 | Cashel                                          | Tipperary | 1969  |
| 20 | Listowel                                        | Kerry     | 1970  |
| 21 | Dublin (édition reportée et tenue en juin 1972) | Dublin    | 1971  |
| 22 | Listowel                                        | Kerry     | 1972  |
| 23 | Listowel                                        | Kerry     | 1973  |
| 24 | Listowel                                        | Kerry     | 1974  |
| 25 | Buncrana                                        | Donegal   | 1975  |
| 26 | Buncrana                                        | Donegal   | 1976  |
| 27 | Ennis                                           | Clare     | 1977  |
| 28 | Listowel                                        | Kerry     | 1978  |
| 29 | Buncrana                                        | Donegal   | 1979  |
| 30 | Buncrana                                        | Donegal   | 1980  |
| 31 | Listowel                                        | Kerry     | 1981  |
| 32 | Listowel                                        | Kerry     | 1982  |
| 33 | Clones                                          | Monaghan  | 1983  |
| 34 | Kilkenny                                        | Kilkenny  | 1984  |
| 35 | Listowel                                        | Kerry     | 1985  |
| 36 | Listowel                                        | Kerry     | 1986  |
| 37 | Listowel                                        | Kerry     | 1987  |
| 38 | Kilkenny                                        | Kilkenny  | 1988  |
| 39 | Sligo                                           | Sligo     | 1989  |
| 40 | Sligo                                           | Sligo     | 1990  |
| 41 | Sligo                                           | Sligo     | 1991  |
| 42 | Clonmel                                         | Tipperary | 1992  |
| 43 | Clonmel                                         | Tipperary | 1993  |
| 44 | Clonmel                                         | Tipperary | 1994  |
| 45 | Listowel                                        | Kerry     | 1995  |
| 46 | Listowel                                        | Kerry     | 1996  |
| 47 | Ballina                                         | Mayo      | 1997  |
| 48 | Ballina                                         | Mayo      | 1998  |
| 49 | Enniscorthy                                     | Wexford   | 1999  |
| 50 | Enniscorthy                                     | Wexford   | 2000  |
| 51 | Listowel                                        | Kerry     | 2001  |
| 52 | Listowel                                        | Kerry     | 2002  |
| 53 | Clonmel                                         | Tipperary | 2003  |
| 54 | Clonmel                                         | Tipperary | 2004  |
| 55 | Letterkenny                                     | Donegal   | 2005  |
| 56 | Letterkenny                                     | Donegal   | 2006  |
| 57 | Tullamore                                       | Offaly    | 2007  |
| 58 | Tullamore                                       | Offaly    | 2008  |
| 59 | Tullamore                                       | Offaly    | 2009  |
| 60 | Cavan                                           | Cavan     | 2010  |
| 61 | Cavan                                           | Cavan     | 2011  |